# Ima Made no A Men, B Men Dest!?
Ima Made no A Men, B Men Dest!? (いままでのA面、B面ですと!?) é um álbum greatest hits com a-sides e b-sides da banda japonesa Greeeen, lançado em 25 de novembro de 2009. O álbum apareceu na sua semana de lançamento na primeira posição no ranking semanal da Oricon e recebeu a certificação de Platina Tripla pela RIAJ, resultados esses produto das vendas em torno de 750.000 cópias.

## Faixas

### Disc One: A Men Dest
1. (道)
2. HIGH G.K LOW
3. (愛唄)
4. (人)
5. BE FREE
6. (涙空)
7. (旅立ち)
8. (キセキ)
9. (扉)
10. (冬のある日の唄)
11. (歩み)
12. (刹那)
13. (遥か)[1]

### Disc Two: B Men Dest
1. (絆)
2. DREAM
3. UNITY
4. (街)
5. (東西南北)
6. ROOKIES
7. (君想い)
8. (少年が故の情熱)
9. (あの頃から)
10. (アメアガリ)
11. (声)